# Giro dell'Appennino 2021
Il Giro dell'Appennino 2021, ottantaduesima edizione della corsa, valevole come evento dell'UCI Europe Tour 2021 categoria 1.1 e come ottava della Ciclismo Cup 2021, si svolse il 24 giugno 2021 su un percorso di 192,1 km, con partenza da Pasturana e arrivo in via XX Settembre a Genova, in Italia.
Rispetto alle edizioni precedenti, a causa di una frana, la corsa non transitò dal Passo della Bocchetta e in sostituzione si passò dal Santuario della Guardia. La vittoria fu appannaggio del belga Ben Hermans, il quale completò il percorso in 4h50'22", alla media di 39,695 km/h, precedendo gli italiani Valerio Conti ed Enrico Battaglin.
Sul traguardo di Genova 95 ciclisti, su 128 partiti da Pasturana, portarono a termine la competizione.

## Squadre e corridori partecipanti
| N.    | Cod. | Squadra                       |
| ----- | ---- | ----------------------------- |
| 1-7   | IGD  | Ineos Grenadiers              |
| 11-17 | AMO  | Amore & Vita                  |
| 21-27 | ANS  | Androni Giocattoli-Sidermec   |
| 31-37 | BCF  | Bardiani-CSF-Faizanè          |
| 41-47 | BTC  | Beltrami TSA Tre Colli        |
| 51-57 | AZT  | D'Amico UM Tools              |
| 61-67 | EOK  | Eolo-Kometa Cycling Team      |
| 71-77 | GAZ  | Gazprom-RusVelo               |
| 81-87 | GTS  | Giotti Victoria-Savini Due    |
| 91-97 | IRC  | Iseo Serrature-Rime-Carnovali |

| N.      | Cod. | Squadra                       |
| ------- | ---- | ----------------------------- |
| 101-107 | ISN  | Israel Start-Up Nation        |
| 111-117 | MGK  | MG.K Vis VPM                  |
| 121-127 | COL  | Colombia                      |
| 131-137 | ITA  | Italia                        |
| 141-147 | ARK  | Team Arkéa-Samsic             |
| 151-157 | T4Q  | Team Qhubeka                  |
| 161-167 | UAD  | UAE Team Emirates             |
| 171-177 | THR  | Vini Zabù                     |
| 181-187 | IWD  | Work Service-Marchiol-Dynatek |

## Ordine d'arrivo (Top 10)
| Pos. | Corridore         | Squadra  | Tempo    |
| ---- | ----------------- | -------- | -------- |
| 1    | Ben Hermans       | Israel   | 4h50'22" |
| 2    | Valerio Conti     | UAE      | a 30"    |
| 3    | Enrico Battaglin  | Bardiani | s.t.     |
| 4    | Simone Velasco    | Gazprom  | s.t.     |
| 5    | Jan Polanc        | UAE      | a 31"    |
| 6    | Henok Mulubrhan   | Qhubeka  | s.t.     |
| 7    | Diego Ulissi      | UAE      | s.t.     |
| 8    | Luca Chirico      | Androni  | s.t.     |
| 9    | Alejandro Ropero  | Eolo     | s.t.     |
| 10   | Eduardo Sepúlveda | Androni  | s.t.     |